# 442
442（四百四十二、よんひゃくよんじゅうに）は自然数、また整数において、441の次で443の前の数である。

## 性質
- 442は合成数であり、約数は 1, 2, 13, 17, 26, 34, 221, 442 である。
  - 約数の和は756。
- 54番目の楔数である。1つ前は438、次は455。
- 各位の和が10になる41番目の数である。1つ前は433、次は451。
  - 各位の和が三角数になる104番目の数である。1つ前は438、次は447。(オンライン整数列大辞典の数列 A187744)
    - 各位の和も各位の平方和もまた各位の立方和も三角数になる8番目の数である。1つ前は424、次は939。
- 各位の平方和が平方数になる46番目の数である。1つ前は430、次は447。(オンライン整数列大辞典の数列 A175396)
- 442 = 12 + 212 = 92 + 192
  - 異なる2つの平方数の和で表せる132番目の数である。1つ前は436、次は445。(オンライン整数列大辞典の数列 A004431)
  - 2つの平方数の和2通りで表せる23番目の数である。1つ前は410、次は445。
  - 442 = 212 + 1
    - n = 2 のときの 21n + 1 の値とみたとき1つ前は22、次は9262。
    - n = 21 のときの n2 + 1 の値とみたとき1つ前は401、次は485。(オンライン整数列大辞典の数列 A002522)
- 442 = 32 + 122 + 172
  - 3つの平方数の和1通りで表せる101番目の数である。1つ前は436、次は445。(オンライン整数列大辞典の数列 A025321)
  - 異なる3つの平方数の和1通りで表せる112番目の数である。1つ前は438、次は445。(オンライン整数列大辞典の数列 A025339)
- 442 = 23 + 33 + 43 + 73
  - 4つの正の数の立方数の和で表せる109番目の数である。1つ前は441、次は448。(オンライン整数列大辞典の数列 A003327)
  - 異なる正の数の4つの立方数の和1通りで表せる19番目の数である。1つ前は435、次は477。(オンライン整数列大辞典の数列 A025408)
- 桁の調和平均が3になる12番目の数である。1つ前は424、次は623。(オンライン整数列大辞典の数列 A062181)
例．3/1/4 + 1/4 + 1/2 = 3
- 442 = 2 + 2 × 4 + 2 × 4 × 6 + 2 × 4 × 6 × 8
  - n = 4 のときの {\displaystyle \sum _{k=1}^{n}(2k)!!} の値とみたとき1つ前は58、次は4282。(ただし!!は二重階乗)(オンライン整数列大辞典の数列 A112369)

## その他 442 に関連すること
- 442は、E48系列の標準数。
- ISO 3166-1（JIS X 0304 国名コード）の442は、リビア。
- 第442連隊戦闘団は、第二次世界大戦時のアメリカ陸軍の日系アメリカ人による部隊。
- ニコルソン(USS Nicholson, DD-442)は、アメリカ海軍の駆逐艦。
- ウルヴァート・M・ムーア(USS Ulvert M. Moore, DE-442)は、アメリカ海軍の護衛駆逐艦。
- オールズモビル・442（英語版）は、オールズモビルが販売していた自動車。